# 貝琉航空

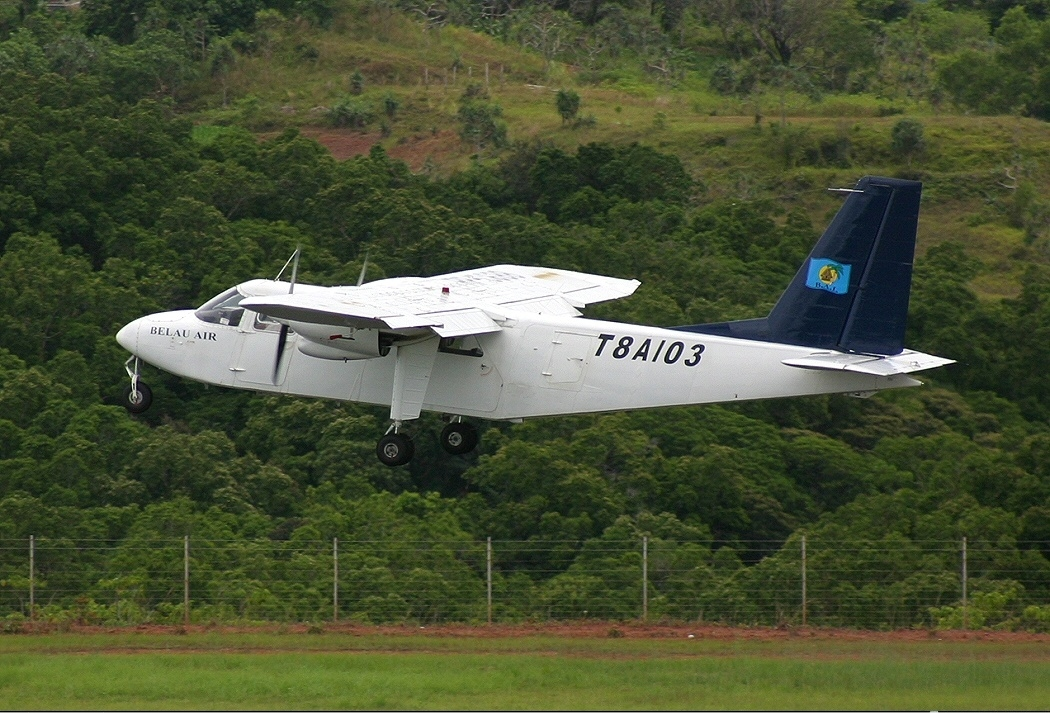
貝琉航空 西斯納-206

貝琉航空（Belau Air），是一間位於帛琉的民營航空公司。主要業務為帛琉群島間的島際航線。公司總部位於柯羅的羅曼·莫圖國際機場，該機場是帛琉最大的機場。

## 目的地

### 帛琉國內線
- 科羅爾
- 貝里琉
- 安加爾